# VW Passat Pro

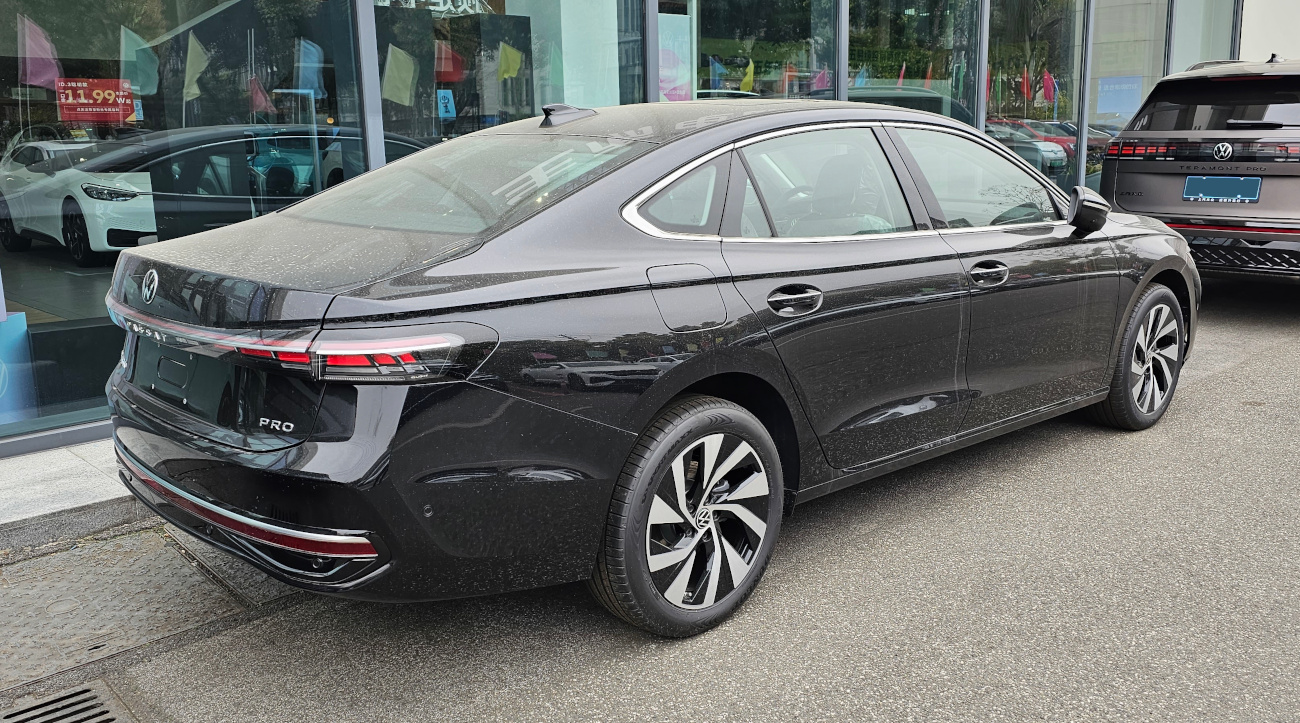
Heckansicht

Der VW Passat Pro ist eine Mittelklasse-Limousine von Volkswagen, die ausschließlich in der Volksrepublik China gebaut und angeboten wird.

## Hintergrund
In Europa wird der Passat seit 2021 nur noch als Variant angeboten. In Nordamerika wurde die Passat-Baureihe mit dem Passat NMS 2021 gänzlich eingestellt. Lediglich in China wurde die NMS-Limousine weiter angeboten. Der Passat Pro, der im August 2024 auf der Chengdu Auto Show vorgestellt wurde, ist das Nachfolgemodell des NMS-Passats. Er kam im September 2024 auf dem chinesischen Markt in den Handel. Gebaut wird die Limousine bei SAIC-Volkswagen. Ein bei FAW-Volkswagen gefertigtes Pendant ist der Magotan der vierten Generation, der im Juni 2024 auf den Markt kam.

## Technik
Der Passat Pro ist 5,01 Meter lang, 1,85 Meter breit und 1,49 Meter hoch. Er basiert auf dem modularen Querbaukasten des Volkswagen-Konzerns. Angetrieben wird die Limousine wie der Magotan von einem 1,5-Liter-Ottomotor mit 118 kW (160 PS) oder einem 2,0-Liter-Ottomotor mit 162 kW (220 PS). Er hat immer Vorderradantrieb und ein 7-Stufen-Doppelkupplungsgetriebe.

## Technische Daten
|                                | 300 TSI                          | 380 TSI                          |
| Bauzeitraum                    | seit 04/2025                     | seit 09/2024                     |
| Motorkenndaten                 |                                  |                                  |
| Motortyp                       | R4-Ottomotor                     | R4-Ottomotor                     |
| Hubraum                        | 1498 cm³                         | 1984 cm³                         |
| max. Leistung bei min−1        | 118 kW (160 PS) bei 5500         | 162 kW (220 PS) bei 4900–6700    |
| max. Drehmoment bei min−1      | 250 Nm bei 1750–4000             | 350 Nm bei 1600–4300             |
| Kraftübertragung               |                                  |                                  |
| Antrieb, serienmäßig           | Vorderradantrieb                 | Vorderradantrieb                 |
| Getriebe, serienmäßig          | 7-Stufen-Doppelkupplungsgetriebe | 7-Stufen-Doppelkupplungsgetriebe |
| Messwerte                      |                                  |                                  |
| Höchstgeschwindigkeit          | 210 km/h                         | 210 km/h                         |
| Beschleunigung, 0–100 km/h     | 9,5 s                            | 7,6 s                            |
| Leergewicht                    | 1580 kg                          | 1680 kg                          |
| Kraftstoffverbrauch auf 100 km | 5,9 l Super                      | 6,9 l Super                      |
| Tankinhalt                     | 69 l                             | 69 l                             |